# ژان کریستف توماس
ژان کریستف توماس (انگلیسی: Jean-Christophe Thomas؛ زادهٔ ۱۶ اکتبر ۱۹۶۴) بازیکن فوتبال اهل فرانسه است.
از باشگاه‌هایی که در آن بازی کرده‌است می‌توان به باشگاه فوتبال سن-اتین، باشگاه فوتبال المپیک مارسی، باشگاه فوتبال رن، و باشگاه فوتبال سوشو اشاره کرد.